# Isamu Yamamoto
Isamu Yamamoto és un skater japonès, campió de monopatí en la modalitat de freestyle. Als catorze anys, Yamamoto va guanyar els World Freestyle Round-Up Skateboarding Championships a la Columbia Britànica, Canadà. Va ser la primera persona en guanyar utilitzant dos monopatins alhora. És el protagonista de la pel·lícula ISAMU del cineasta Brett Novak.
Yamamoto no competí als Jocs Olímpics d'Estiu de 2020 a Tòquio, els primers jocs olímpics que inclogueren l'skateboarding, perquè el freestyle no és un dels dos estils seleccionats (carrer i park) per a formar part dels jocs pel Comitè Olímpic Internacional.
Va posar-se a patinar després que el seu pare Shoji (un antic skater) li mostrés vídeos dels trucs de Rodney Mullen: «Ell és el motiu. Mullen em va inspirar i va fer que comencés». Yamamoto va aprendre a patinar en skateparks de Nara.
| «               | La forma i la velocitat com enllaça els seus trucs fa bo de mirar. M'atreviria a dir que poca gent podria fer-ho d'aquesta manera si ho provés. Isamu és un dels skaters freestyle més impressionants de la seva generació. | » |
| — Rodney Mullen | |   |